# Chalkanoras Idaliou
Chalkanoras Idaliou ist ein zyprischer Fußballverein aus Dali im Bezirk Nikosia.

## Geschichte
Chalkanoras Idaliou wurde 1948 gegründet und spielte zunächst unterklassig. 1969 erreichte die Mannschaft die Second Division, in der sie sich in der Folge etablierte. 1976 gewann sie die Zweitligameisterschaft vor APOP Paphos. Der Neuling platzierte sich in der Spielzeit 1976/77 auf dem zwölften Tabellenplatz, verpasste aber in der folgenden Saison als Schlusslicht hinter Digenis Akritas Morphou den Klassenerhalt.
Als Vizemeister hinter Keravnos Strovolou verpasste Chalkanoras Idaliou den direkten Wiederaufstieg in die First Division. Anschließend konnte der Erfolg nicht bestätigt werden und die Mannschaft stieg 1985 in die Third Division ab. Gemeinsam mit Digenis Akritas Morphou gelang ihr 1988 die Zweitligarückkehr, wo sie sich sechs Spielzeiten bis zum erneuten Abstieg am Ende der Zweitliga-Spielzeit 1993/94 als Vorletzte vor dem im Saisonverlauf sieglosen Schlusslicht Ethnikos Assia hielt. In den folgenden Jahren pendelte die Mannschaft zeitweise zwischen zweiten und drittem Spielniveau. 2022 verpasste die Mannschaft den sportlichen Klassenerhalt in der Third Division, profitierte aber vom Zusammenschluss der beiden Zweitligavereine Achyronas Liopetriou und Onisilos Sotira und blieb als Tabellenvorletzter in der Spielklasse.